# لاري ستيفنسون
لاري ستيفنسون (بالإنجليزية: Larry Stevenson)‏ هو مهندس أمريكي، ولد في 22 ديسمبر 1930 في سانتا مونيكا في الولايات المتحدة، وتوفي بنفس المكان في 25 مارس 2012 بسبب ذات الرئة.